# Lista de vereadores de Santo André da 18.ª legislatura
Esta é a lista de vereadores de Santo André da 18.ª Legislatura, período que compreende de 1.º de janeiro de 2021 até 31 de dezembro de 2024.
| 17.ª legislatura | Lista de vereadores de Santo André da 18.ª legislatura | 19.ª legislatura |

## Mesa Diretora
A composição da mesa diretora da Câmara Municipal de Santo André durante os dois biênios da 18.ª Legislatura teve a seguinte formação:
| 1.º Biênio (2021-2022) | 1.º Biênio (2021-2022) | 2.º Biênio (2023-2024) | 2.º Biênio (2023-2024)      |
| Presidência            | Presidência            | Presidência            | Presidência                 |
| ---------------------- | ---------------------- | ---------------------- | --------------------------- |
| Presidente             | Pedrinho Botaro (PSDB) | Presidente             | Carlos Ferreira (MDB)       |
| Vice-presidente        | Edilson Santos (PRD)   | Vice-presidente        | Rodolfo Donetti (Cidadania) |
| Secretaria             |                        |                        |                             |
| 1.º Secretário         | Eduardo Leite (PSB)    | 1.º Secretário         | Bahia (PSDB)                |
| 2.º Secretário         | Bahia (PSDB)           | 2.º Secretário         | Edilson Santos (PRD)        |
| 3.º Secretário         | Zezão (Solidariedade)  | 3.º Secretário         | Eduardo Leite (PSB)         |

## Parlamentares
| Parlamentar | Parlamentar                     | Imagem                               | Partido | Partido                                      | Votos | %     | Notas | Posição  |
| ----------- | ------------------------------- | ------------------------------------ | ------- | -------------------------------------------- | ----- | ----- | --- | -------- |
| 1.º         | Pedrinho Botaro                 |                                      |         | Partido da Social Democracia Brasileira PSDB | 5.713 | 1,70% | Licenciou-se do mandato para assumir a Secretaria Municipal de Ações Governamentais em 3 de fevereiro de 2023, retornando ao cargo de vereador em 2 de fevereiro de 2024.         | Governo  |
| 2.º         | Jobert Alexandrino              |                                      |         | Partido da Social Democracia Brasileira PSDB | 5.567 | 1,66% | Licenciou-se do mandato para assumir a Secretaria Municipal da Pessoa Com Deficiência em 3 de fevereiro de 2023, retornando ao cargo de vereador em 3 de fevereiro de 2024.       | Governo  |
| 2.º         | Jobert Alexandrino              | Podemos PODE                         |         |                                              | 5.567 | 1,66% | Licenciou-se do mandato para assumir a Secretaria Municipal da Pessoa Com Deficiência em 3 de fevereiro de 2023, retornando ao cargo de vereador em 3 de fevereiro de 2024.       | Governo  |
| 3.º         | Bahia do Lava Rápido            |                                      |         | Partido da Social Democracia Brasileira PSDB | 4.972 | 1,48% | | Governo  |
| 4.ª         | Dra. Ana Veternária             |                                      |         | Democratas DEM                               | 4.908 | 1,46% | | Governo  |
| 4.ª         | Dra. Ana Veternária             | Partido Social Democrático PSD       |         |                                              | 4.908 | 1,46% | | Governo  |
| 5.º         | Almir Roberto Cicote            |                                      |         | Avante                                       | 4.886 | 1,45% | Licenciou-se do mandato para assumir a Secretaria Municipal de Inovação e Administração Municipal em 17 de agosto de 2021, retornando ao cargo de vereador em 6 de abril de 2024. | Governo  |
| 6.º         | Rodolfo Donetti                 |                                      |         | Cidadania                                    | 4.746 | 1,41% | | Governo  |
| 7.º         | Lucas Zacarias                  |                                      |         | Partido Trabalhista Brasileiro PTB           | 4.556 | 1,36% | | Governo  |
| 7.º         | Lucas Zacarias                  | Partido Liberal PL                   |         |                                              | 4.556 | 1,36% | | Governo  |
| 8.º         | Marcelo Chehade                 |                                      |         | Partido da Social Democracia Brasileira PSDB | 4.273 | 1,27% | Licenciou-se do mandato para assumir a Secretaria Municipal de Esporte e Prática Esportiva em 1.º de janeiro de 2021, retornando ao cargo de vereador em 12 de abril de 2024.     | Governo  |
| 9.º         | Edson Sardano                   |                                      |         | Partido Social Democrático PSD               | 3.880 | 1,15% | Licenciou-se do mandato para assumir a Secretaria Municipal de Segurança Cidadã em 1.º de janeiro de 2021, retornando ao cargo de vereador em 7 de outubro de 2022.               | Governo  |
| 9.º         | Edson Sardano                   | Partido Novo NOVO                    |         |                                              | 3.880 | 1,15% | Licenciou-se do mandato para assumir a Secretaria Municipal de Segurança Cidadã em 1.º de janeiro de 2021, retornando ao cargo de vereador em 7 de outubro de 2022.               | Governo  |
| 10.º        | Jorge Kiomassa Kina             |                                      |         | Partido da Social Democracia Brasileira PSDB | 3.523 | 1,05% | | Governo  |
| 11.º        | Eduardo Leite                   |                                      |         | Partido dos Trabalhadores PT                 | 3.369 | 1,00% | | Oposição |
| 11.º        | Eduardo Leite                   | Partido Socialista Brasileiro PSB    |         |                                              | 3.369 | 1,00% | | Oposição |
| 12.º        | Ricardo Alvarez                 |                                      |         | Partido Socialismo e Liberdade PSOL          | 3.368 | 1,00% | | Oposição |
| 13.º        | Evilasio Santana Santos (Bahia) |                                      |         | Partido da Social Democracia Brasileira PSDB | 3.011 | 0,90% | | Governo  |
| 14.º        | Ricardo Alves dos Santos        |                                      |         | Democratas DEM                               | 2.639 | 0,79% | | Governo  |
| 14.º        | Ricardo Alves dos Santos        | Movimento Democrático Brasileiro MDB |         |                                              | 2.639 | 0,79% | | Governo  |
| 15.º        | Samuel Dias                     |                                      |         | Partido Democrático Trabalhista PDT          | 2.635 | 0,78% | Faleceu durante o exercício do mandato em 13 de maio de 2021, vítima de um Acidente Vascular Cerebral.                                                                            | Governo  |
| 16.º        | Wagner Lima                     |                                      |         | Partido dos Trabalhadores PT                 | 2.631 | 0,78% | | Oposição |
| 17.º        | Valter Luiz da Silva            |                                      |         | Partido Social Democrático PSD               | 2.348 | 0,70% | | Governo  |
| 18.º        | Carlos Ferreira                 |                                      |         | Partido Socialista Brasileiro PSB            | 2.132 | 0,63% | | Governo  |
| 18.º        | Carlos Ferreira                 | Movimento Democrático Brasileiro MDB |         |                                              | 2.132 | 0,63% | | Governo  |
| 19.º        | Edilson Santos                  |                                      |         | Partido Verde PV                             | 2.130 | 0,63% | | Governo  |
| 19.º        | Edilson Santos                  | Partido Renovação Democrática PRD    |         |                                              | 2.130 | 0,63% | | Governo  |
| 20.º        | Toninho Caiçara                 |                                      |         | Partido Socialista Brasileiro PSB            | 1.903 | 0,57% | | Governo  |
| 20.º        | Toninho Caiçara                 | Podemos PODE                         |         |                                              | 1.903 | 0,57% | | Governo  |
| 21.º        | Pedro Awada                     |                                      |         | Patriota PATRI                               | 1.881 | 0,56% | | Governo  |
| 21.º        | Pedro Awada                     | União Brasil UNIÃO                   |         |                                              | 1.881 | 0,56% | | Governo  |

## Suplentes
| Parlamentar | Parlamentar                     | Imagem        | Partido | Partido                                      | Votos | %     | Notas | Titular                   | Ref.                | Posição  |
| ----------- | ------------------------------- | ------------- | ------- | -------------------------------------------- | ----- | ----- | --- | ------------------------- | ------------------- | -------- |
| -           | Simone Ribeiro                  |               |         | Avante                                       | 622   | 0,19% | |                           | [ 12 ]              | Governo  |
| -           | Daniel Buissa                   |               |         | Podemos PODE                                 | 1.685 | 0,50% | Assumiu o exercício do mandato do vereador Almir Cicote devido a licença médica por 15 dias em junho de 2024.                                                                                      | Edilson Santos (PRD)      | [ 13 ] [ 12 ]       | Governo  |
| -           | Luiz Alberto Ferreira de Araújo |               |         | Partido Socialista Brasileiro PSB            |       |       | |                           | [ 12 ]              | Oposição |
| -           | Ageu Padoveze                   |               |         | Partido da Social Democracia Brasileira PSDB | 1.250 | 0,37% | Assumiu o exercício do mandato do vereador Bahia devido a licença do cargo em junho de 2023. | Bahia                     | [ 12 ] [ 14 ]       | Governo  |
| -           | Enfermeira Gilmara Nascimento   |               |         | Avante                                       | 558   | 0,17% | Assumiu o exercício do mandato do vereador Almir Cicote devido a licença médica por 15 dias em abril de 2024.                                                                                      | Almir Cicote              | [ 12 ]              | Governo  |
| -           | Dr. Marcos Pinchiari            |               |         | Partido da Social Democracia Brasileira PSDB | 2.725 | 0,81% | Assumiu o exercício do mandato em 1.º de janeiro de 2021 em função da nomeação do vereador titular Marcelo Chehade como Secretário Municipal, permanecendo no cargo até 12 de abril de 2024.       | Marcelo Chehade           | [ 8 ]               | Governo  |
| -           | Major Vitor Santos              |               |         | Patriota PATRI                               | 1.512 | 0,45% | |                           | [ 12 ]              | Governo  |
| -           | Dra. Tânia Juliano              |               |         | Partido da Social Democracia Brasileira PSDB | 2.069 | 0,62% | Assumiu o exercício do mandato em 3 de fevereiro de 2023 em função da nomeação do vereador titular Jobert Alexandrino como Secretário Municipal, permanecendo no cargo até 3 de fevereiro de 2024. | Jobert Alexandrino (PODE) | [ 5 ] [ 3 ]         | Governo  |
| -           | Dr. Cristiano                   |               |         | Partido Trabalhista Brasileiro PTB           | 1.468 | 0,44% | Assumiu o exercício do mandato do vereador Lucas Zacarias devido a licença médica por 10 dias em novembro de 2023.                                                                                 | Lucas Zacarias            | [ 12 ] [ 15 ]       | Governo  |
| -           | Fumassa                         |               |         | Partido da Social Democracia Brasileira PSDB | 2.627 | 0,78% | Assumiu o exercício do mandato em 3 de fevereiro de 2023 em função da nomeação do vereador titular Pedrinho Botaro como Secretário Municipal, permanecendo na vaga até 2 de fevereiro de 2024.     | Pedrinho Botaro           | [ 3 ] [ 4 ]         | Governo  |
| -           | Gileno                          |               |         | Avante                                       | 801   | 0,24% | Assumiu o exercício do mandato do vereador Renatinho devido a licença do cargo em junho de 2023.                                                                                                   | Renatinho                 | [ 16 ]              | Governo  |
| -           | Marcos Calvo                    |               |         | Avante                                       | 962   | 0,29% | Assumiu o exercício do mandato do vereador Renatinho devido a licença médica por 15 dias em março de 2024.                                                                                         | Renatinho                 | [ 17 ]              | Governo  |
| -           | Renatinho                       |               |         | Avante                                       | 1.151 | 0,34% | Assumiu o exercício do mandato em 17 de agosto de 2021 em função da nomeação do vereador titular Almir Cicote como Secretário Municipal, permanecendo no cargo até 6 de abril de 2024.             | Almir Cicote              | [ 7 ] [ 12 ] [ 18 ] | Governo  |
| -           | Silvana Medeiros                |               |         | Partido Social Democrático PSD               | 1.665 | 0,50% | Assumiu o exercício do mandato do vereador Edson Sardano em função de sua nomeação como Secretário Municipal em 6 de março de 2021 permanecendo no cargo até 7 de outubro de 2022                  | Edson Sardano             | [ 12 ] [ 20 ]       | Governo  |
| -           | Thiago Rocha                    |               |         | Partido Social Democrático PSD               | 1.564 | 0,47% | Assumiu o exercício do mandato do vereador Valter Luiz da Silva devido a licença do cargo em maio de 2022.                                                                                         | Valter Luiz da Silva      | [ 21 ] [ 12 ]       | Governo  |
| -           | Scarpino                        |               |         | Partido da Social Democracia Brasileira PSDB | 2.402 | 0,71% | |                           | [ 12 ]              | Governo  |
| -           | Zezão                           |               |         | Partido Democrático Trabalhista PDT          | 2.635 | 0,78% | Assumiu o exercício do mandato do vereador Samuel Dias após o seu falecimento. | Samuel Dias               | [ 22 ]              | Governo  |
| -           | Zezão                           | Solidariedade |         |                                              | 2.635 | 0,78% | Assumiu o exercício do mandato do vereador Samuel Dias após o seu falecimento. | Samuel Dias               | [ 22 ]              | Governo  |

## Comissões
| Comissões Permanentes                                          | 2021-2024                  | 2021-2024                     | 2021-2024 |
| Comissões Permanentes                                          | Presidente                 | Membros                       | Ref.      |
| -------------------------------------------------------------- | -------------------------- | ----------------------------- | --------- |
| Comissão de Justiça e Redação                                  | Zezão (Solidariedade)      | Toninho Caiçara (PODE)        | [ 23 ]    |
| Comissão de Justiça e Redação                                  | Zezão (Solidariedade)      | Marcio Colombo (PSDB)         | [ 23 ]    |
| Comissão de Finanças e Orçamento                               | Valter Luiz da Silva (PSD) | Dra. Ana Veterinária (PSD)    | [ 24 ]    |
| Comissão de Finanças e Orçamento                               | Valter Luiz da Silva (PSD) | Bahia do Lava Rápido (PSDB)   | [ 24 ]    |
| Comissão de Desenvolvimento Urbano                             | Lucas Zacarias (PL)        | Wagner Lima (PT)              | [ 25 ]    |
| Comissão de Desenvolvimento Urbano                             | Lucas Zacarias (PL)        | Bahia do Lava Rápido (PSDB)   | [ 25 ]    |
| Comissão de Educação e Cultura                                 | Marcio Colombo (PSDB)      | Almir Roberto Cicote (Avante) | [ 26 ]    |
| Comissão de Educação e Cultura                                 | Marcio Colombo (PSDB)      | Ricardo Zóio (MDB)            | [ 26 ]    |
| Comissão de Cidadania, Direitos Humanos e Assistência Social   | Marcelo Chehade (PSDB)     | Pedrinho Botaro (PSDB)        | [ 27 ]    |
| Comissão de Cidadania, Direitos Humanos e Assistência Social   | Marcelo Chehade (PSDB)     | Lucas Zacarias (PL)           | [ 27 ]    |
| Comissão de Saúde, Saneamento Básico, Ecologia e Meio Ambiente | Dr. Pedro Awada (UNIÃO)    | Ricardo Alvarez (PSOL)        | [ 28 ]    |
| Comissão de Saúde, Saneamento Básico, Ecologia e Meio Ambiente | Dr. Pedro Awada (UNIÃO)    | Dra. Ana Veterinária (PSD)    | [ 28 ]    |
| Comissão de Segurança Pública                                  | Wagner Lima (PT)           | Edson Sardano (NOVO)          | [ 29 ]    |
| Comissão de Segurança Pública                                  | Wagner Lima (PT)           | Ricardo Zóio (MDB)            | [ 29 ]    |
| Comissão de ética e Decoro Parlamentar                         | Toninho Caiçara (PODE)     | Marcelo Colombo (PSDB)        | [ 30 ]    |
| Comissão de ética e Decoro Parlamentar                         | Toninho Caiçara (PODE)     | Valter Luiz da Silva (PSD)    | [ 30 ]    |
| Comissão de ética e Decoro Parlamentar                         | Toninho Caiçara (PODE)     | Zezão (Solidariedade)         | [ 30 ]    |
| Comissão de ética e Decoro Parlamentar                         | Toninho Caiçara (PODE)     | Almir Roberto Cicote (Avante) | [ 30 ]    |